# Istoria Clujului
Istoria orașului Cluj-Napoca a început în neolitic, de când datează primele urme de locuire umană, și se întinde până în prezent.

## Preistorie

### Epoca de piatră
Cea mai veche așezare umană din zona Clujului datează din perioada neolitică și a fost descoperită la Gura Baciului, lângă Suceag, ascunsă în valea unui pârâu afluent al Nadășului, între dealurile Hoia și Chisegheu. Așezarea, împărțită pe trei nivele de adâncime, datează din perioada anilor 6.000–5.500 î.e.n., fiind cea mai veche așezare umană descoperită în Transilvania. Descoperirea arheologică face parte din cultura Starčevo-Criș, din care s-au găsit urme și în cartierul Mănăștur, unde s-a descoperit un mormânt, cât și pe pe actuala stradă a Memorandumului, unde a fost găsită o așezare similară.
Tot din perioada neolitică a fost descoperit un sit arheologic în Piața Lucian Blaga. Acesta se află la 5.20m adâncime, are o grosime de aproximativ 1m și este împărțit în două straturi, unul mai recent și unul mai vechi. Obiectele dezgropate (constând în boluri, tipsii, cupe și alte obiecte din ceramică pictată, cât și în obiecte cioplite din coarne sau oase) aparțin în proporție covârșitoare culturii Vinča-Turdaș. Se presupune că există o legătură între rămășițele dezgropate la situl din Cluj și tăblițele de la Tărtăria. Vestigiile din Cluj reprezintă cea mai nordică descoperire a unor obiecte din arealul culturii Vinča-Turdaș în Transilvania.

### Epoca bronzului
În lipsa unor săpături arheologice sistematice, descoperirile din această perioadă au fost întâmplătoare. Din perioada de tranziție către epoca bronzului, asociate culturii Coțofeni, au fost găsite rămășițe de locuințe în cartierul Mănăștur, pe dealul Hoia, în cimitirul Hajongard, în curtea Muzeului de Istorie și în diverse alte locații din oraș. Trei depozite semnificative de obiecte din bronz au fost descoperite în secolele XIX și XX:
- Mai multe obiecte decorative și un vârf de lance, descoperite în timpul săpăturilor pentru fundația Gării, datând din perioada 1.100–1.000 î.e.n.
- Opt centuri, o seceră și mai multe fragmente dintr-o lance, descoperite în punctul Filleres, datând din perioada 1.000–800 î.e.n.
- Mai multe centuri, seceri cu buton, brățări și verigi, o daltă și un pumnal, descoperite pe dealul Hoia, datând din perioada 1.000–800 î.e.n.

Au mai fost descoperite în apropierea Pieței Lucian Blaga o serie de obiecte aparținând culturii Basarabi, care datează din perioada 800–650 î.e.n., din perioada de tranziție între epoca bronzului și epoca fierului în Transilvania.

## Antichitate

### Napoca antică
Teritoriul propriu-zis al Clujului este relativ sărac în descoperiri din perioada dacă. Cea mai consistentă descoperire este cea a unei așezări datând din 250-100 î.e.n., aflată în lunca Someșului, în actualul cartier Someșeni, în vecinătatea vestică a Băilor Someșeni. În situl respectiv au fost descoperite două bordeie, împreună cu un număr mare de fragmente de ceramică decorată, neagră sau cărămizie, lucrată manual sau la roată. Pe lângă acestea, o altă descoperire semnificativă a fost cea a unor drahme emise în orașul Dyrrachium de la Marea Adriatică, găsite în timpul amenajării cartierului Gheorgheni.
În imediata vecinătate a Clujului, au fost descoperite două necropole de incinerație, una dacică la Dezmir și una celtică la Apahida. Cele două necropole conțin un amestec de ceramică și obiecte din bronz și fier din ambele culturi, sugerând că dacii și celții din regiune conviețuiau pașnic. Necropola dacică de la Dezmir datează aproximativ din secolul III î.e.n.
Numele de Napoca provine, cel mai probabil, din această perioadă.

### Perioada romană

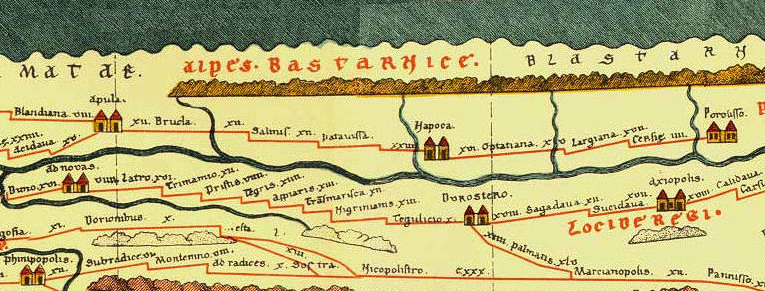
Fragment din Tabula Peutingeriana centrată pe Transilvania cu Napoca în centru-stânga

După cucerirea Daciei la începutul secolului al II-lea și transformarea acesteia în provincie, administrația romană a pus bazele unei așezări pe malul drept al Someșului Mic, în zona centrală a orașului modern. Noua localitate apare menționată pentru prima oară în ani 107-108, pe miliarul de la Aiton, o bornă kilometrică găsită în anul 1758, pe drumul roman care făcea legătura între Napoca și Potaissa (astăzi Turda). Numele de Napoca (sau Napuca) este, cel mai probabil, de origine pre-romană.

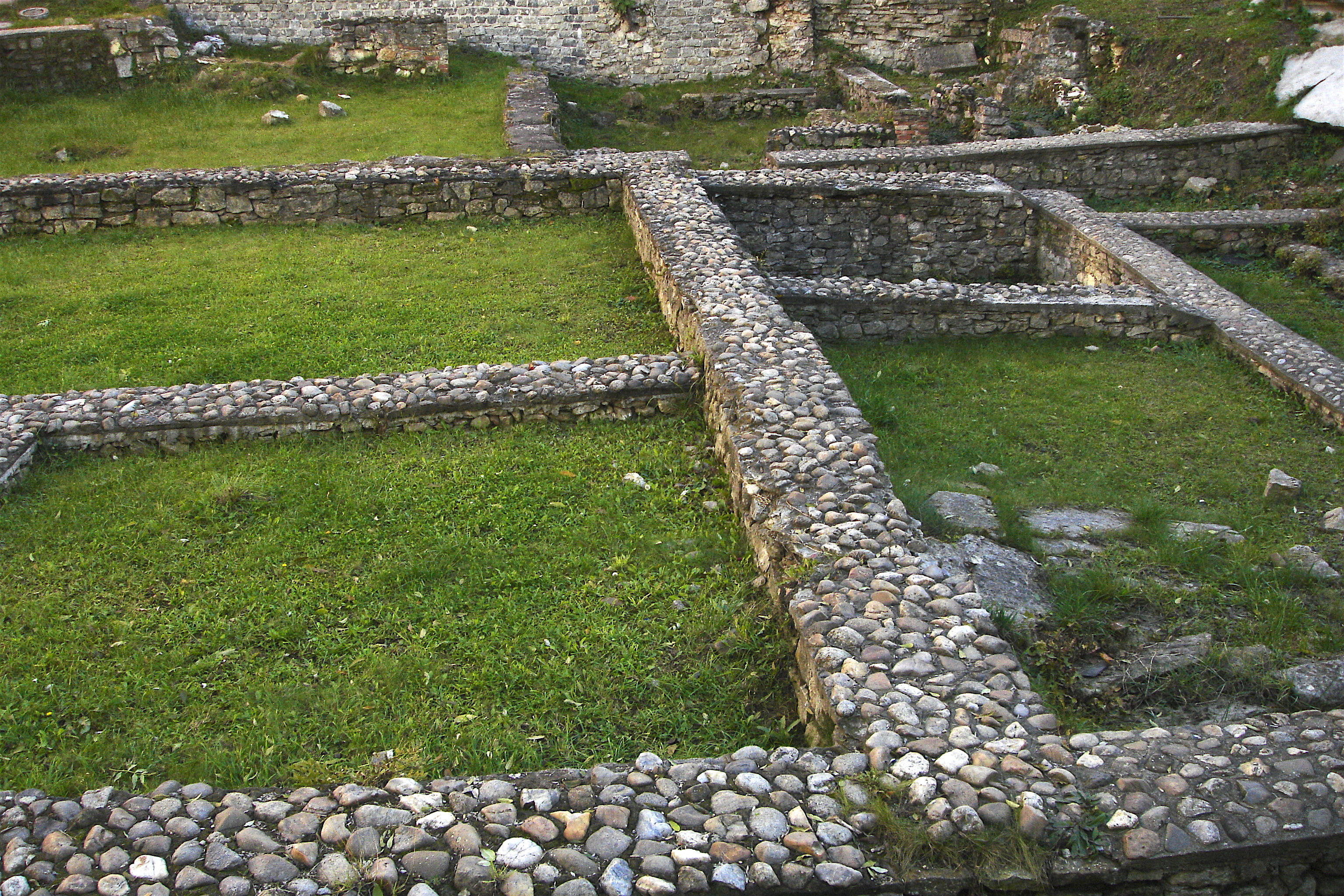
Ruinele castrului roman din Piața Unirii

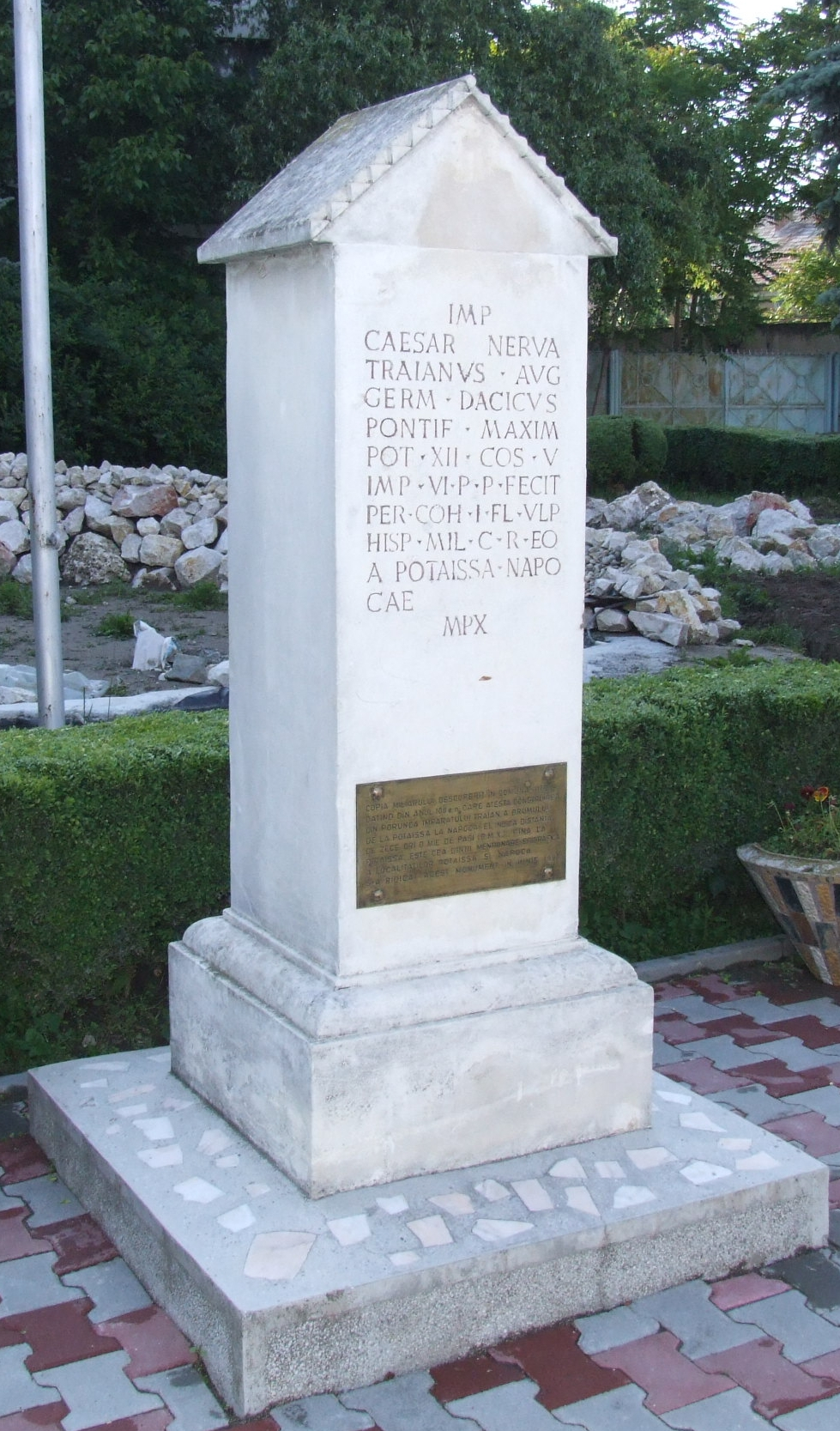
Turda - Copie a miliarului de la Aiton

Așezarea romană Napoca s-a dezvoltat datorită poziției strategice și comerciale, fiind la intersecția principalelor drumuri nord-sud și est-vest ale comerțului cu sare din regiune. Totodată mănoasa vale a Someșului Mic și dealurile înconjurătoare, ca și precipitațiile abundente, au creat bune oportunități pentru producția agricolă. În secolele care au urmat poziția geografică explică prosperitatea de care s-a bucurat Clujul în antichitate.
Similar altor orașe romane, Napoca era condus de ordinul decurionilor, compus dintr-un număr de până la 50 de persoane care proveneau din rândul personalităților influente (proprietari de pământ, negustori, dregători, militari aflați în pensie). Cu toate astea, colonia Napoca nu a beneficiat de o garnizoană proprie, apărarea acesteia fiind asigurată de armata ala Siliana staționată în Castrul roman de la Gilău, iar ulterior de Legiunea a V-a Macedonica de la Potaissa.
Datorită înfloririi deosebite a așezării, împăratul Hadrian ridică Napoca la rangul de oraș, cu numele Municipium Aelium Hadrianum Napoca. Data elevării este incertă, având loc fie cu ocazia primei vizite a lui Hadrian în Dacia, în anul 117, fie în cea de-a doua, din anul 124. Între anii 120 și 123, împăratul Hadrian reorganizează Dacia, creând noua provincie Dacia Porolissensis, unitate administrativă situată la nord de Arieș și de Mureș, cu capitala la Napoca.

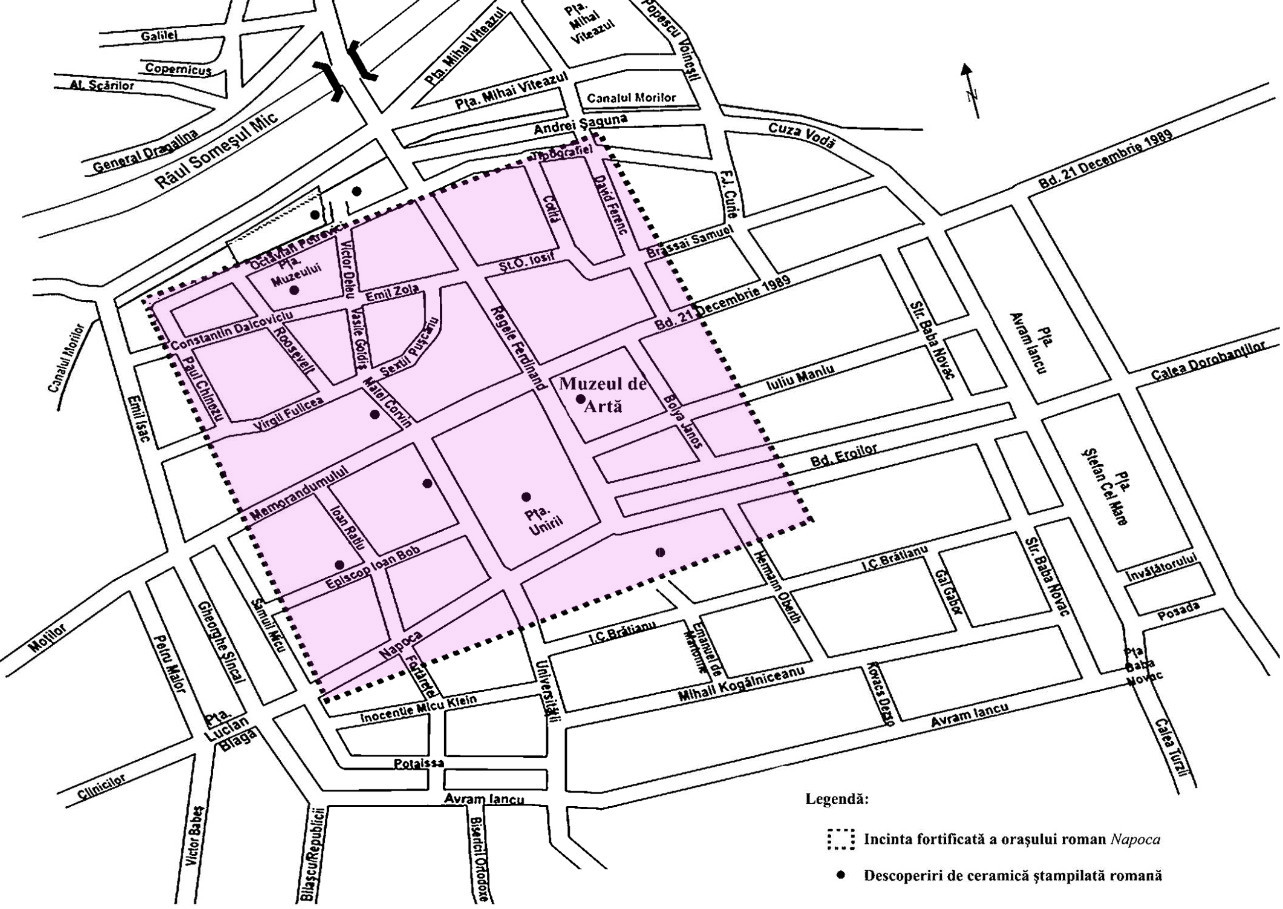
Locația aproximativă a castrului roman Napoca

Napoca a avut statutul de capitală de provincie până la următoarea reorganizare a provinciilor Daciei sub Marc Aureliu între anii 168 și 169. Tot în timpul domniei lui Marc Aureliu (sau posibil a lui Commodus) așezarea este avansată la rangul de colonia, sub numele de Colonia Aurelia Napoca, primind totodată privilegiul de Ius Italicum, cel mai înalt statut urban din Imperiul Roman. Astfel, locuitorii beneficiau de importante drepturi și avantaje materiale, inclusiv scutirea de plata impozitelor pe terenuri.
Pe lângă înflorirea comerțului aici se practicau multiple meșteșuguri de interes local: prelucrarea pietrei, olăritul, prelucrarea metalelor, fabricarea cărămizilor sau opaițelor. Printre rămășițele care atestă activitatea meșteșugărească din acea perioadă se numără un atelier din secolul al II-lea, găsit pe bld. Eroilor, în care se confecționau fibule de bronz și un cuptor de ceramică găsit în cartierul Mănăștur.
Colonizarea romană nu s-a limitat la actualele limite ale orașului, vestigii ale unor villae rusticae, exploatări agricole de scară largă, fiind descoperite la Apahida, Chinteni și Dezmir. Este probabil ca fertilul teritoriu de pe valea Someșului să fi aprovizionat colonia Napoca cu o cantitate suficientă de produse agricole cât aceasta să le poată exporta către provinciile învecinate. Totodată, colonia importa bunuri de lux precum unele vinuri scumpe, statuete de bronz, stofe sau bijuterii, dar și produse de consum mai larg precum opaițele sau untdelemnul.

### După retragerea romană
După retragerea administrației și armatei romane în a doua jumătate a secolului al III-lea, economia și viața urbană a zonei decad. Împreună cu oficialii romani, o parte din populația civilă părăsește provincia, dar este clar că o parte din vorbitorii de limbă latină, fie coloniști, fie nativi romanizați, rămân în Dacia, inclusiv în zona coloniei Napoca. Deși nu avem izvoare istorice scrise despre perioada de după retragerea romană din Napoca, vestigiile unei așezări romane din secolul al IV-lea descoperite în Mănăștur confirmă continuitatea locuirii zonei până în antichitatea târzie. Pe lângă rămășițele unor cuptoare și ale unor obiecte de uz casnic, sitului de la Mănăștur aparține prima dovadă a răspândirii creștinismului în zonă: un sarcofag cu inscripția crucii și simbolurile creștine Α și Ω.
Începând cu secolul al V-lea, încep să se așeze în zona Clujului membri ai unora dintre popoarele migratoare.

## Evul Mediu

### Epoca migrațiilor

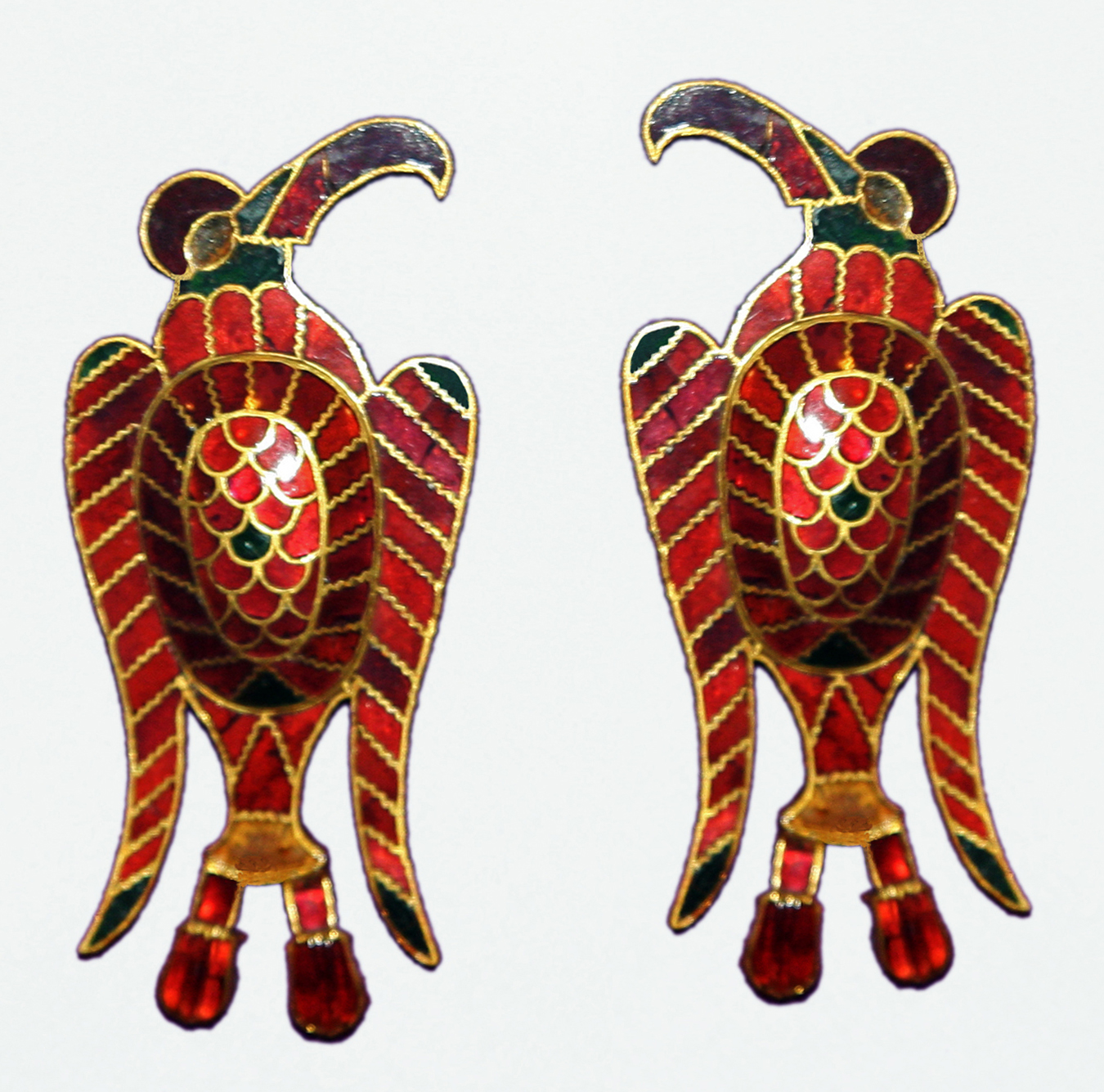
Parte a tezaurului de la Apahida

Deși izvoarele istorice din această perioadă sunt puține, continuitatea locuiri zonei este atestată de descoperirile arheologice de pe teritoriul Clujului și al localităților vecine. Dintre acestea, cea mai semnificativă descoperire o reprezintă Necropola de la Apahida, mormântul unui conducător gepid din secolul V, numit Omharus. Din secolul VI au fost identificate trei situri funebre, primul în zona Someșeni, al doilea în nord-vestul cartierului Grigorescu (zona Cordoș), iar al treilea în Florești. În cele trei locații au fost găsite obiecte precum ceramică romană, arme din fier sau bijuterii din argint și bronz.

### Cucerirea maghiară
La acel timp au fost puse bazele primei organizări statale, Voievodatul lui Gelu, având ca puncte de apărare cetățile de la Dăbâca și Gilău, amintit în cronica lui Anonymus cu ocazia luptei cu triburile maghiare de curând așezate în Panonia.

### Evul Mediu clasic

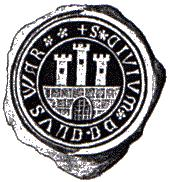
Primul sigiliu al orașului, cu inscripția „S[igillium] CIVIVM DE CLUS WAR” (1377)

Voievodatul lui Gelu nu a rezistat presiunii ungurilor stabiliți în Câmpia Panoniei, fiind cucerit de către aceștia și inclus în Voievodatul Transilvaniei, parte a regatului ungar, împreună cu porțiuni din vestul Transilvaniei. Zona este reorganizată administrativ, iar în 1173 apare menționat în documentele vremii Comitatul Cluj (Thomas comes Clusiensis). În 1213 Clujul împreună cu dealurile din împrejurimi este menționat drept Castrum Clus. Cele mai vechi forme maghiare ale numelui orașului au fost compuse din numele Clus, la care a fost adăugat cuvântul var (cetate): Clusvar (1295), villa Clusvar (1297) etc. Primul sigiliu al orașului poartă inscripția S(igillium) Civium De Cluswar.
Viața Clujului a fost întreruptă în anul 1241 de invazia tătarilor, care cuceresc cetatea și ucid sau îi iau în robie pe locuitori. Clujul a fost serios avariat cu această ocazie, fiind însă pomenit în documente în 1275, când regele Ladislau al IV-lea Cumanul a reînnoit privilegiile pentru sașii care se vor așeza la villa Clusvar. Importanța sa militară va scădea totuși foarte mult, centrul militar-strategic devenind cetatea de la Lita, care prezenta avantajul de a fi mult mai ușor de apărat. În perioada care urmează așezarea de pe malul Someșului devine treptat una cu caracter mai mult agricol, fiind menționată de altfel în documentele vremii drept villa (sat). Astfel la jumătatea secolului al XIII-lea Clujul există doar ca o localitate rurală aflată în apropierea unei cetăți fără o importanță militară. 

### Evul Mediu târziu

#### Colonizarea sașilor
Mari grupuri de coloniști sași încep să se așeze în cetatea Clujului începând cu domnia regelui Ștefan al V-lea al Ungariei (1272), după decimarea populației orașului din timpul atacurilor tătare. Astfel așezarea sporește ca număr de locuitori. Până în secolul al XV-lea Castrum Clus va dobândi o organizare urbană. Din statutul de cetate regală, Clujul va deveni cetate liberă regală.
Cetatea Clujului era un centru militar-administrativ, fiind condusă de către comitele regal. În fruntea cetății se afla castelanul. În chestiunile militare acesta apela la comandantul garnizoanei (princeps exercitus) și soldații acestuia. Pentru chestiunile administrative se folosea de slujbașii pe care îi avea. 
În mare parte populația se compunea din mici proprietari de pământuri aflate în jurul cetătii. Existau însă și oameni liberi care lucrau pentru întreținerea fortificației și a garnizoanei. În cetate mai trăiau și udvornici (țărani agricultori). Ca urmare a procesului de colonizare cu coloniști sași (început la sfârșitul sec. XII), așezările din apropierea cetății se dezvoltă mult.
În 1270, în timpul episcopului Petrus Monoszló, cetatea și așezările din apropiere au fost donate de Ștefan al V-lea, regele Ungariei, Episcopiei Transilvaniei și Catedralei Sf. Mihail din Alba Iulia. Acest regim juridic a durat până în anul 1313. În această perioadă locuitorilor li s-a impus o fiscalitate excesivă, iar localitatea a fost considerată în continuare un sat. La începutul secolului XIV principala activitate a locuitorilor era agricultura, unii dintre ei începând însă să se ocupe cu negoț sau diverse meșteșuguri. Coloniștii sași încep să joace un rol important în dezvoltarea localității, prin producerea de numeroase obiecte meșteșugărești pe care le vindeau în Transilvania. Impozitele și taxele plătite de către aceștia pentru a ăși vinde obiectele încep să se constituie într-o sursă de venit tot mai consistentă pentru rege.

#### Orașul liber regesc

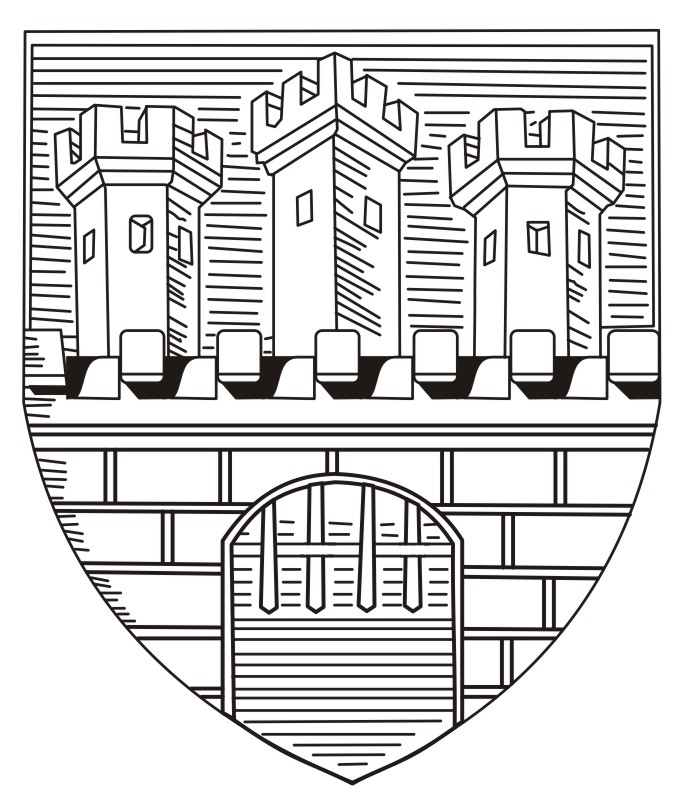
Stema Clujului la 1377

Carol Robert de Anjou, în dorința de a își crește încasările din taxe și vămi, printr-un act eliberat la 19 august 1316, acordă o serie de privilegii și libertăți Clujului. Decretul dorea totodată să consolideze puterea regelui, în dauna nobililor feudali și a clericilor. Localitatea este eliberată de sub stăpânirea episcopului, primește titlul de oraș (civitas) și unele drepturi de a se autoadministra pe plan juridic și bisericesc (printre acestea era și dreptul orașului de a își alege liber preotul și parohul). Cu această ocazie se începe ridicarea bisericii Sfântul Mihail. 
Locuitorii Clujului primesc drepturi speciale, clarificându-se și obligațiile lor militare. Li se va garanta dreptul de proprietate asupra pământurilor din apropierea orașului, iar coloniștilor sași li se vor acorda scutiri de vamă pe întreg cuprinsul Transilvaniei.
O serie de documente din perioada 1336-1365 scot Clujul de sub supremația principelui Transilvaniei, iar orașul se va subordona direct regelui, urmând ca în 1405 împăratul romano-german Sigismund de Luxemburg, devenit totodată rege al Ungariei să îi acorde Clujului dreptul de oraș liber. 
Tot în această perioadă negustorii și meșteșugarii clujeni primesc o serie de scutiri a taxelor comerciale. Ca urmare negustorii clujeni își extind comerțul, ajungând în curând să își livreze mărfurile la Viena și Veneția sau în Turcia, Moravia, respectiv Polonia. 
În 1437 clujenii fraternizează cu răsculații, pe perioada răscoalei de la Bobâlna. În același an, la Cluj-Mănăștur a funcționat conventul care a stabilit înțelegerile cu reprezentanții țăranilor răsculați de la Bobâlna. Un an mai târziu, pentru ajutorul dat răsculaților, Clujul este asediat și cucerit. Localității i se retrag privilegiile de oraș, locuitorii săi fiind declarați țărani, iar în apropierea zidurilor bisericii Calvaria este executat Anton cel Mare din Buda, lider al răsculaților. Orașului i se vor restitui privilegiile pe timpul domniei lui Iancu de Hunedoara.

#### Matia Corvin

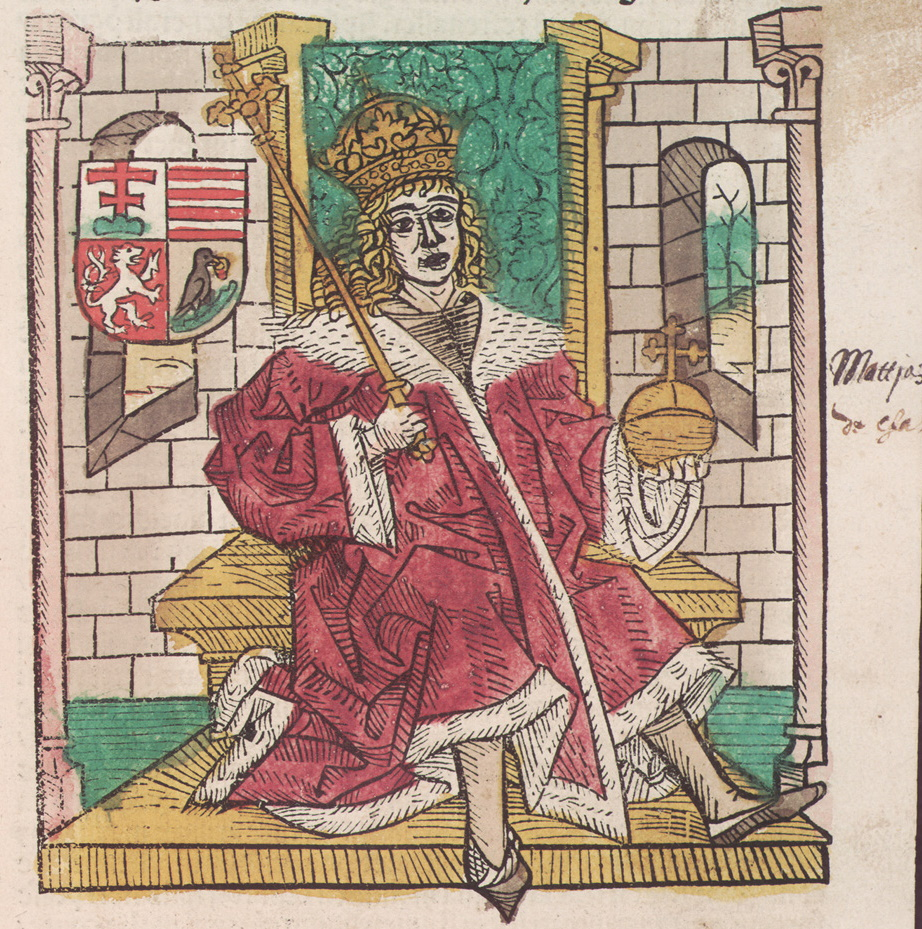
Matia Corvin, reprezentare a cronicarului Johannes de Thurocz

Începând cu secolul XV, odată cu înflorirea localității și dezvoltarea  clujene, se dezvoltă o clasă nouă de meșteșugari îmbogățiți și se crează patriciatul negustoresc și meșteșugăresc, menționat de documentele vremii. Sunt amintiți, astfel, juratul Jakob Bulkerscher, junele Nicolaus Mün, sau meșterul Cristian Bauman. Activitatea meșteșugărească devine tot mai însemnată în viața economică a orașului, având loc și o importantă creștere a numărului de meșteșugari, pe măsură ce se dezvoltă breslele meșteșugărești. Astfel, un recensământ al locuitorilor maghiari, efectuat în 1453 relevă peste 500 de capi de familie, dintre care circa 30 % (160 de persoane) aveau în numele propriu și denumirea meșteșugului practicat. Bazându-se pe aceste date, istoricii estimează o populație a Clujului din acea perioadă, de 5.500 de locuitori.
Din aceeași perioadă (1409) avem și prima atestare documentară a învățământului public din Cluj - "Caspar notarius et rector scholarum". În cetatea Clujului exista și o școală confesională catolică, ambele instituții fiind însă mai vechi (app. sec. XIV).
În 1443, la Cluj, în casa Matia Corvin se naște Matia Corvin, fiul lui Ioan de Hunedoara și viitor rege al Ungariei. În timpul domniei sale, ca rege al Ungariei, Matia Corvin va crește implicarea meșteșugarilor în administrarea orașului, decizând ca urbea să fie condusă de un consiliu format din 100 de jurați (numiți și centumviri), jumătate aleși dintre breslașii clujeni, iar cealaltă jumătate dintre către persoanele cu o stare materială bună. Pe de altă parte, jumătate dintre aleși urmau să fie maghiari, iar cealaltă jumătate, sași. Astfel ia naștere Centumviratul Clujului, primul consiliu orășenesc.
În perioada respectivă, populația urbei era formată în principal din sași și secui, români având voie să lucreze în oraș, dar nu și să își construiască locuința între ziduri. Românii din acea perioadă erau stabiliți în suburbiile Clujului, mai ales în Feleac.
În 1446 este înființată la Cluj o monetărie, iar producătorii de argint și aur vor furniza materialul necesar pentru a bate monede. Orașul primește dreptul de-a organiza două târguri anuale - unul, în cea de-a doua duminică a Paștilor și al doilea, pe data de 5 noiembrie, precum și târguri săptămânale în intervalul luni - joi a fiecărei săptămâni. Treptat, Clujul începe să devină un centru regional în producția și schimbul de mărfuri. Populația urbei se îndeletnicea cu agricultură, meșteșuguri, ca și cu activități de petrecere a timpului liber.
Dorind să impulsioneze dezvoltarea Clujului, în perioada 1458 - 1490, Matia Corvin a acordat un număr de 41 de privilegii localității sale natale, apărând-o în conflictele pe care aceasta le avea cu nobilii, biserica și așezările din jur. Pentru a ajuta la creșterea populației, el a emis o serie de decrete (în 1467, 1478 și 1485), prin care a decis să acorde dreptul de-a se stabili în oraș iobagilor care și-au achitat taxele. În 1463 și apoi în 1467, Matia Corvin va apăra Clujul în procesele cu reprezentanții bisericești ai mănăstirii Calvaria din Cluj - Mănăștur, apoi îl va sprijini împotriva atacurilor nobililor din Someșeni. Îl va apăra și în cazul conflictelor cu unii nobili, care refuzau să-și achite datoriile față de urbe, de asemenea, în cazul procesului cu nobilul Francisc Mykola, care a încercat în 1489 să dea foc orașului.
Suplimentar, Matia Corvin va decreta și scutirea negustorilor clujeni de plata vămii la Turda, Nădășel, Bernadea, Oradea, Fughiu, Vadul Crișului, Gilău, Buza și Bahnea.
În secolele XIV - XV, deși regii care i-au urmat lui Matia Corvin sunt regi mai slabi, Clujul devine unul dintre cele mai impunătoare orașe din Transilvania, fiind un important centru economic, politic și cultural, supranumit „Orașul Comoară”. În secolul XV Cetatea Clujului își câștigase deja recunoașterea europeană. Arhitectura specific europeană, stilul gotic târziu, se regăseau în Biserica Romano-Catolică Sfântul Mihail, dar și în multe palate particulare. Oamenii avuți studiau în școli renumite din Vest. Datorită nivelului de trai ridicat, clujenii nu au participat la răscoala lui Gheorghe Doja din 1514. Dezvoltarea comerțului și a meșteșugurilor a dus la îngrădirea privilegiilor nobilimii și a clerului. Un cărturar sas, născut la Sibiu, Gáspár Heltai, a contribuit, nu numai la dezvoltarea culturală, dar și la modernizarea orașului, care avea să întrețină o tipografie, o baie publică, o fabrică de hârtie și una de bere. Dinastia Báthory a contribuit și ea la creșterea economică și demografică, aducând cetatea la un rang comparabil cu al Brașovului. Regii Vladislav al II-lea și Ludovic al II-lea vor semna și ei unele acte, prin care clujenii beneficiază de unele privilegii, dar nu la nivelul celor acordate de către Matia Corvin.

## Renașterea și iluminismul

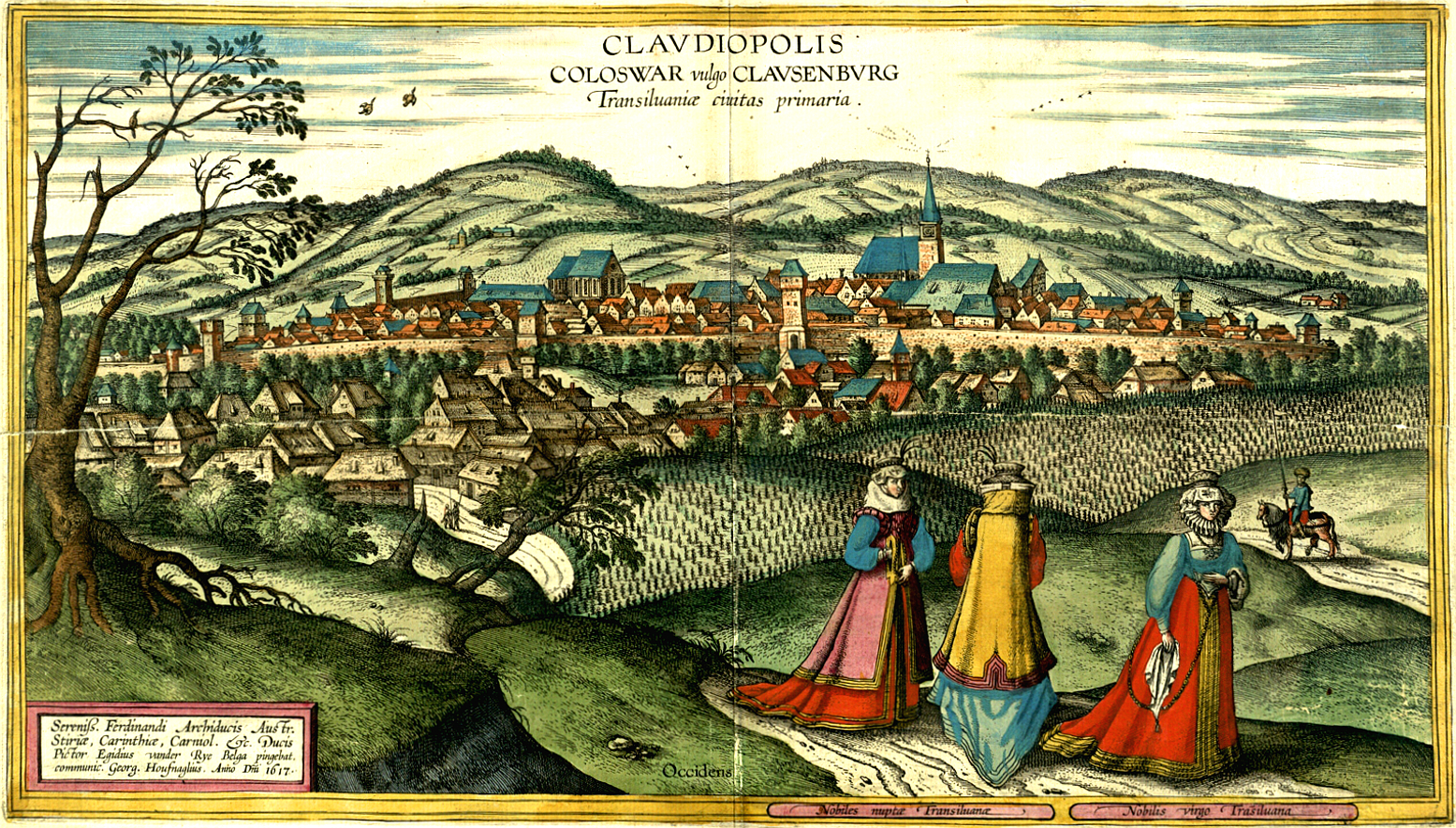
„Clavdiopolis, Coloswar vulgo Clavsenbvrg, Transiluaniæ ciuitas primaria“. Gravură a Clujului medieval de Georg Houfnagel (1617)

### Principatul Transilvaniei
După destrămarea regatului ungar din 1541 între Imperiul Otoman și cel Austriac, Clujul va intra în Principatul Transilvaniei, primii conducători ai principatului autonom fiind chiar soția (regina Isabella) și fiul (Ioan Sigismund) ultimului rege ungar, Ioan Zápolya. Existența Transilvaniei drept principat autonom a dus la condiții favorabile de a se dezvolta, iar în această perioadă urbea Clujului va deveni unul dintre cele mai dezvoltate orașe ale fostului regat ungar. În lipsa războaielor, deși Alba Iulia era capitala politică a principilor transilvăneni, Clujul devine centrul economic, cultural și religios al principatului Transilvaniei, sprijinind mereu principii transilvăneni. În 1581, Ștefan Báthory, guvernatorul Transilvaniei, fondează aici o academie iezuită.
Între1545 și 1570, numeroși sași părăsesc orașul, datorită introducerii doctrinelor unitariene. Restul de sași rămași în oraș au fost asimilați de unguri, orașul devenind un centru al nobilimii și intelectualității ungare.

### Baba Novac și Mihai Viteazul

Statuia lui Baba Novac, dispusă în fața Bastionului Croitorilor

După ce la 18/28 septembrie 1600 Mihai Viteazul este înfrânt în bătălia de la Mirăslău, Clujul se va răzbuna pe oamenii acestuia. În timp ce se afla cu o solie, Baba Novac a fost arestat de Dieta de la Cluj (formată din aristocrația maghiară), condusă de Ștefan Csaky, unul dintre liderii grupării nobiliare care dorea răsturnarea situației politice din Transilvania.
Novac va fi condamnat la moarte împreună cu preotul Saski. Ulterior aceeași soartă o vor avea și alți oameni ai lui Mihai Viteazul: Ioan Szelestey, armașul Sava și un soldat al său, un grec "inima și sufletul lui Mihai Vodă", care a fost prins la Bistrița și adus la Cluj în 21 iulie 1601. Pe 5 februarie 1601, ora 10 a.m. Baba Novac și preotul Saski vor fi arși pe rug. În arhivele istorice ale orașului există încă notele privind cheltuielile făcute.
Execuția s-a săvârșit în piața centrală a orașului (actuala Piața Unirii), în prezența autorităților, a nobililor și a generalului Gheorghe Basta care urmărise execuția de la fereastra unei case din piața orașului punându-l apoi în țeapă pe Drumul Feleacului, pe locul numit azi Piața Baba Novac. După execuție, trupurile le vor expuse, trase în țeapă, pe drumul Feleacului, în fața bastionului croitorilor.
La câteva luni după bătălia de la Guruslău (3 august 1601), Mihai Viteazul se întoarce biruitor la Cluj în fruntea armatei sale și alături de Basta și Mihail Székely. Orașul îngrozit se va supune imediat, speriat fiind de posibile represalii ale lui Mihai după uciderea lui Novac. O parte dintre nobilii care îl executaseră pe Novac au venit cerând îndurare, o parte au fugit de teamă din oraș. Aflând locul unde a fost tras în țeapă, Mihai Viteazul va pune în acel loc un steag în amintirea bravului ostaș și haiduc. În amintirea lui Baba Novac, în fața bastionului croitorilor a fost ridicată în 1975 o statuie, operă a sculptorului Virgil Fulicea. 
Mihai Viteazul și oamenii săi vor fi ospătați bine de către oraș, ei rămânând în oraș în zilele de 11-16 august 1601. După lungile lupte din anii 1595-1600 orașul avea mari probleme financiare, tezaurul orașului fiind împuținat. Dar principele trebuia tratat special, de aceea conducerea urbei s-a împrumutat de la persoanele cu stare pentru a asigura o primire cât mai fastuoasă, orașul fiind împodobit de sărbătoare. În arhivele orașului s-au păstrat și consemnările pregătirilor făcute de oraș cu această ocazie:
"Basta, Mihail Székely si voevodul Mihai au venit cu armata Maiestătii Sale a împăratului roman și și-au asezat tabăra aici. Am găzduit-o 7 zile de-a rândul și pe principele de Teschen (Teiszeriai Herceg). Apoi întreaga oaste a împăratului roman, pe locotenenți, căpitani, stegari, prepoziți, pe Gheorghe Kope, și pe toate celelalte orduri întrucât ne-a învrednicit Dumnezeu. Consiliul orășenesc a dat ordin strict să nu fie nici un neajuns. Am cumpărat în cele 7 zile: carne, de la diferiți măcelari 2984 f[onti] fl. 59 d. 58; 6 vitei fl. 14, pâine, pentru toate categoriile de viteji, fl. 110; 15 f[onti]; miere de trestie fl. 30; 60 f[onti] orez fl. 8 d. 40; 32 f[onti]"tengeriszölö"  fl. 6 d. 40; 12 f[onti] stafide fl. 3 d. 68; ceapă rosie fl.5; usturoi fl.2; pătrunjel, tarhon, salvie fl.3; oțet fl. 5 d. 76; 50 eitel  unt fl. 20; 32 e [itel] miere fl. 8 d. 32; 4 ferdele făină albă fl. 6; 1000 ouă fl. 5; 200 găini fl. 24; 200 pui de găină fl. 12; 100 gâste fl. 25; 300 căpătâni de varză fl. 14; lumânări fl. 6; 40 lămâi fl. 1 d. 60; mere, pere în mâncare și la masă fl. 4; agrisi fl. 1 d. 50; slănină nouă fl. 7; 3 ferdele meiu (kása), fl. 3 d. 60; 3 ferdele mazăre fl. 2 d. 25; 1 1/2 ferdelă prune fl. 1 d. 12; caș în fiecare zi lui Basta și Mihail Székely fl. 14 d. 70; pește sărat pentru voevodul Mihai și Basta, care se trimitea zilnic în tabără, 22 posari fl. 12 d. 60; 105 f[ontit morcov fl. 10 d. 30; 89 scrumbii fl. 3 d. 56; 5 1/2 eitel icre fl. 4 d. 5; 3 ferdele mazăre fl. 1 d. 95; 200 scrumbii fl. 9; 2 "czeorog" fl. 1 d. 50; 54 f[onti] ulei de in fl. 7 d. 60; brânză fl.1; 32 f[onti] untdelemn fl.12 d. 80; 3 sticle cu apă de roze d. 45; 564 tipăi fl. 11 d. 48; oale fl. 3; 15 stânjini de lemne pentru copt pâine și la bucătărie fl. 12 d. 50; 6 f[onti] piper fl. 10 d. 50; 1 1/2 f[onti] cuisoare fl. 4 d. 50; 1 f[ont] scorțisoară fl.3; 1 f[ont] floare de nucă tămâioasă ("szerecsendiovirág") fl. 4; 15 f[onti] migdale fl.10. Vinuri; 313 eitel á d. 12 ... fl. 33 d. 47 . Lui Mihail Székely și celorlalte persoane conducătoare 148 eitel á d. 12... 17 d. 76. Vin roșu pentru conducători 45 eitel á d. 12 ... fl. 5 d. 40. Domnului Basta și Mihail Székely pentru drum 3 vedre oțet fl. 2 d. 88.

16 [august 1601]. A plecat de aici întreaga tabără".
Aici a cinat pentru ultima oară întemeietorul primei uniri a românilor, Mihai Vodă, după care a fost ucis (la 9 august 1601) din ordinul generalului Basta pe câmpia de la Turda. Trupul voievodului a fost îngropat la Mormântul lui Mihai Viteazul din Turda.

### Gabriel Bethlen
Gabriel Bethlen, principe al Transilvaniei și-a stabilit curtea princiară la Alba Iulia. Pentru necesitățile curții și ridicarea palatului princiar a apelat în repetate rânduri la negustorii și meșterii clujeni, oferindu-le totodată diverse înlesniri. Astfel, în 1627 negustorii clujeni vor primi dreptul de a exporta 1.000 de vite, astfel încât din taxele încasate să achiziționeze diverse alte mărfuri necesare. Mulți negustori au primit dreptul de a își comercializa mărfurile în numele principelui, fiind avantajați de taxe vamale scăzute. Totodată, comenzile continue primite de meșteșugarii clujeni au dus la dezvoltarea producției de bunuri și extinderea breslelor meșteșugărești.
Ajung să fie foarte apreciați meșterii aurari și arginatari, fabricanții de arme, constructorii ș.a. Astfel, în 1609 aurarul Andreas primește o comandă neobișnuit de mare pentru acele vremuri, comandă pentru care dieta de la Cluj va vota o suplimentare a impozitelor, astfel încât să poată fi plătită. În 1613 Gheorghe Rákóczi I apelase la argintarii clujeni pentru a îi confecționa un număr de obiecte de uz casnic, în 1634 el plătind 1234 florini aurarilor și gravorilor de sigilii din Cluj. În 1615 Gabriel Bethlen comandă aici două sfeșnice de argint, pentru care plătește 200 de mărci, sfeșnice trimise la moscheea din Istanbul a sultanului. 
Armurierii au beneficiat de asemenea de comenzi semnificative, ei furnizându-i lănci, mânere de drapel, sulițe de luptă și sulițe de paradă. Tot ei vor fi cei la care va apela principele pentru a efectua reparații ale tunului mare al cetății de la la Alba Iulia.
Odată cu ridicarea palatului princiar de la Alba Iulia, majoritatea constructorilor clujeni vor primi comenzi în condiții deosebit de profitabile, în perioada 1616-1617 pietrarii clujeni fiind plecați la Alba. Au beneficiat de comenzi semnificative cu această ocazie și sticlarii, zugravii, constructorii și fabricanții de vopsele din Cluj.
Odată cu creșterea semnificativă a volumului de comenzi, crește numărul meșterilor clujeni, iar breslele se vor dezvolta și reorganiza, numeroase bresle reînnoindu-și statutul și extinzându-se.

### Sub suzeranitate otomană
După cucerirea Ungariei de către otomani și transformarea acesteia în pașalâc, Transilvania a devenit principat autonom sub suzeranitate otomană. 
Trupele lui Gheorghe Rákóczi I și ale lui Constantin Basarab vor fi învinse la Florești de către trupele otomane. După bătălia de la Florești, Mohamed Pașa din Buda, va elibera o proclamație de supunere a poporului, proclamație citită și în limba română la Cluj, pe 6 iunie 1660. Lupta cu trupele lui Rákóczi va duce la mobilizarea unei armate otomane care va asedia Clujul între 10-14 septembrie 1658. După plata unor despăguburi în sumă de 60.000 de taleri către otomani, aceștia au oprit asediul.

### Clujul imperial

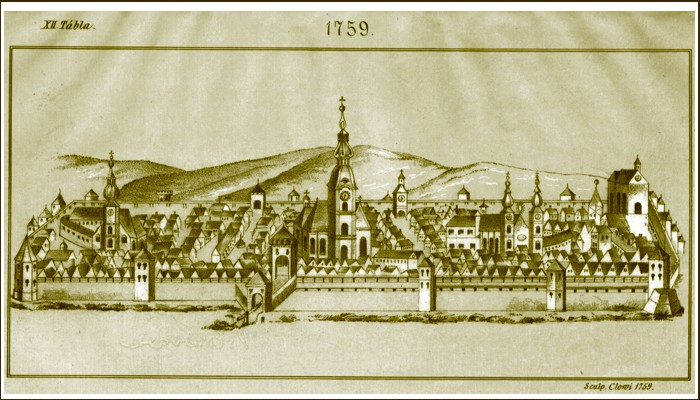
Cetatea Clujului, la 1759 (stampă-gravură de Janos Szakal)
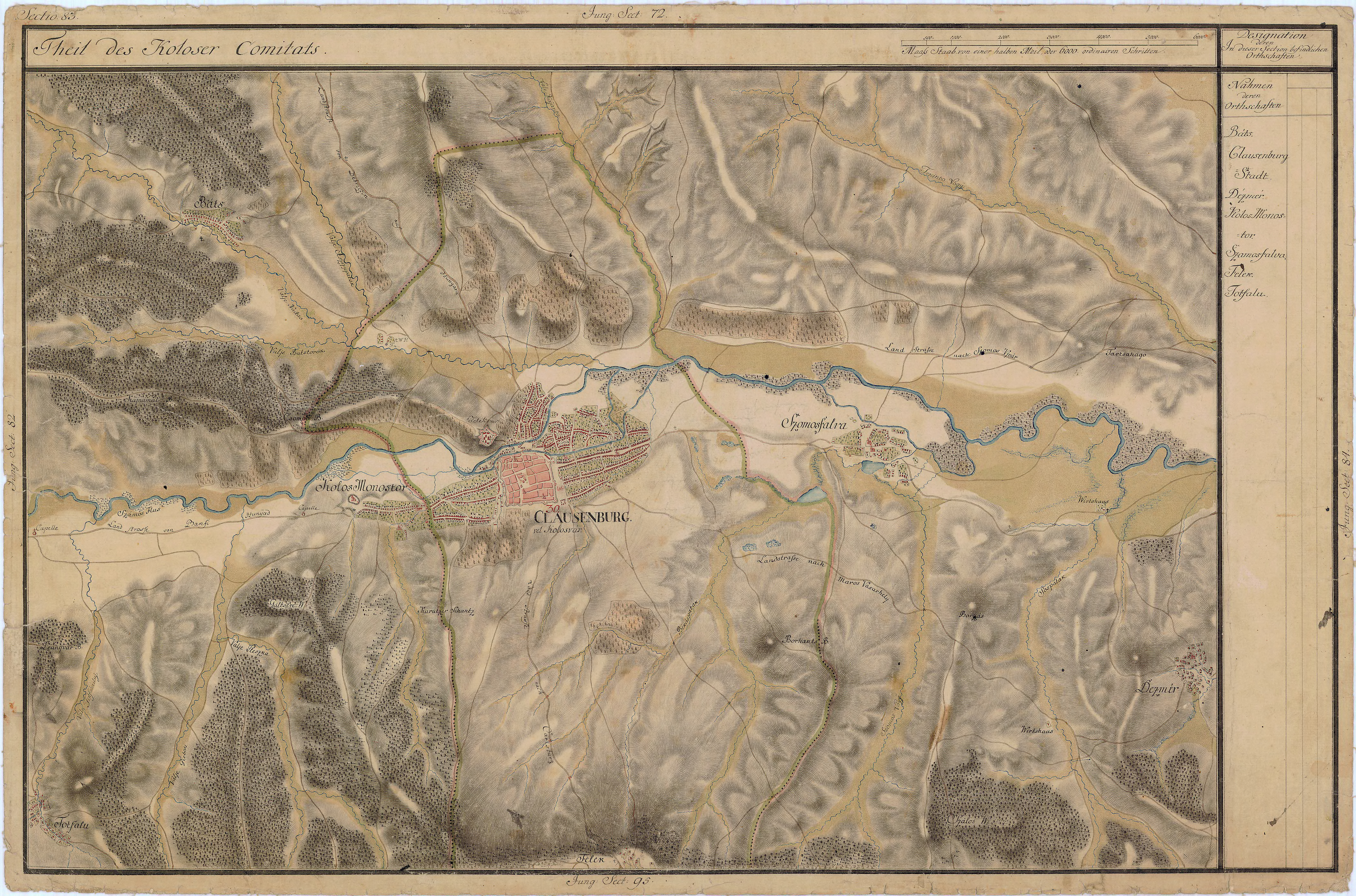
Clujul în Harta Iosefină a Transilvaniei, 1769-1773

La sfârșitul secolului XVII, odată cu Tratatul de la Karlovitz din 1699, Clujul devine parte a monarhiei habsburge, intrând sub dominație austriacă. După un acord silit semnat de Mihai Apafi I, cetatea Clujului a fost nevoită să găzduiască trupele ducelui de Lorena, asigurându-le un serviciu de 100.000 de florini. Cu toate acestea ostașii au și jefuit orașul și au cerut sume suplimentare de la contribuabili.
Generalul austriac Rabutin distruge în 1704 zidurile Clujului, pentru ca orașul să își piardă semnificația militară. 
Începând cu 1715, armata habsburgică începe construirea fortificației în stil Vauban, Cetățuia, prima fortificație de acest fel din Transilvania.
Din 1790 până în 1848 și apoi din nou în perioada 1861 - 1867, Clujul a fost capitala Marelui Principat al Transilvaniei în cadrul imperiului austriac, fiind totodată și sediul dietelor transilvane. În 1776, împărăteasa Maria Tereza a Austriei fondează aici o universitate germană. Aceasta nu a existat pentru multă vreme, Iosif al II-lea de Habsburg transformând-o în "Universitatea Piaristă", cu predare în latină. În 1798 orașul a fost distrus în mare parte de un incendiu.

### Revoluția de la 1848
Cu o populație 10.660 de locuitori, cetatea se transformă în capitala Transilvaniei, lucru care duce la modernizare acesteia, dar și la sporirea numărului locuitorilor români. Importantele mișcări revoluționare de la 1848 cuprind și Clujul. Deși un important centru revoluționar, avea un statut contradictoriu, datorită nobilimii. Doctrina a cuprins tineretul de la facultăți, academii și gimnazii, care s-au ocupat de popularizarea acesteia. Orașul va adăposti tratativele dintre Nicolae Bălcescu și Cezar Bolliac, pentru unirea revoluției române cu cea maghiară. Înfrângerea revoluției ungare, a dus la instaurarea regimului absolutist. Capitala a fost mutată la Sibiu, pentru a exista o influență austriacă mai mare asupra autorităților. Mai târziu, Clujul a devenit unul dintre cele șase districte militare transilvănene, administrând un teritoriu de 400 000 de locuitori. 
Din 1830 orașul devine sediul mișcării naționale ungare din principat. În perioada revoluțiilor de la 1848, Clujul a fost ocupat de trupele generalului polonez Józef Bem.

## Perioada modernă

### Austro-Ungaria

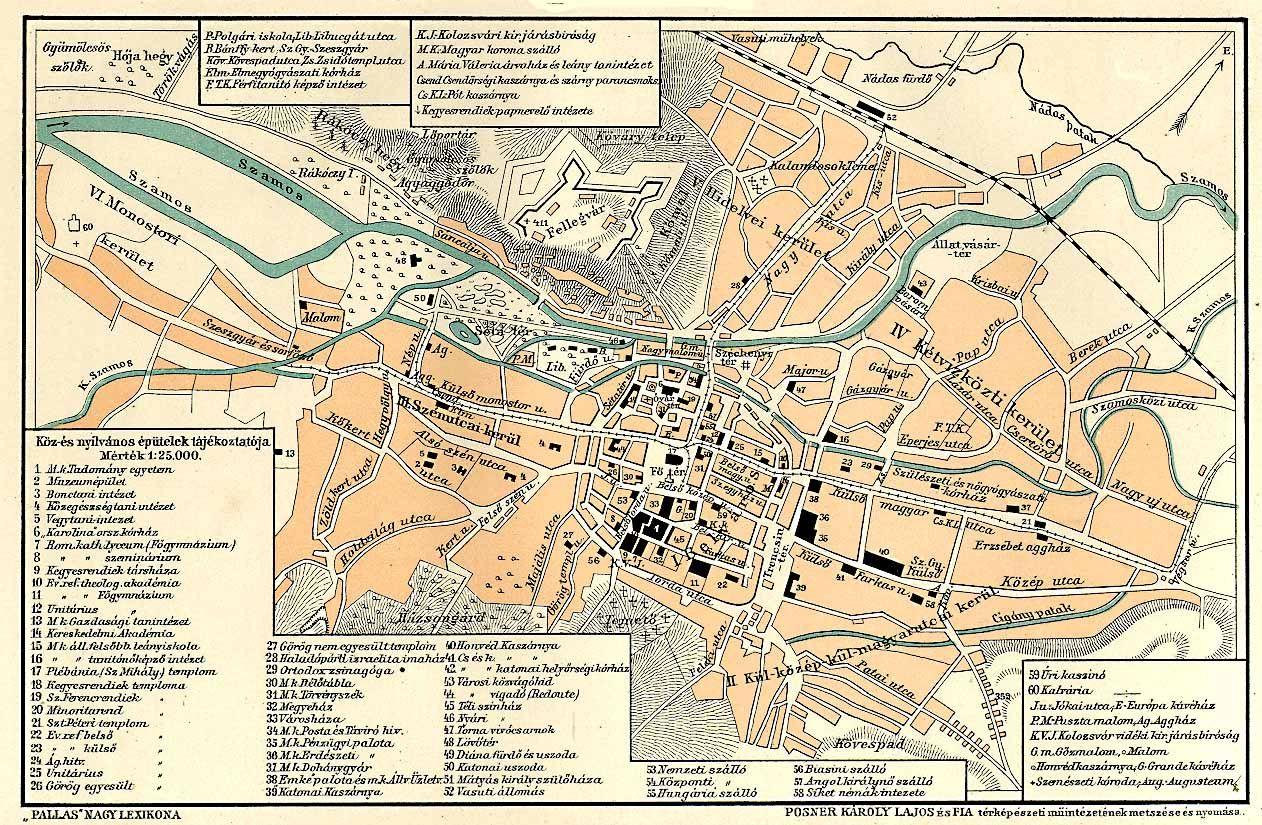
Harta Clujului din anul 1897

În urma Ausgleich-ul (compromis) prin care a fost constituită Austro-Ungaria în 1867, Clujul și Transilvania au fost reintegrate în Regatul Ungariei. În această perioadă, orașul era al doilea ca mărime din regat după Budapesta și reședință a comitatului Cluj.
În 1872, s-au pus bazele unei universități (Universitatea din Cluj), cu predare în limba maghiară și germană, aspect care a creat nemulțumiri în rândul populației române. În 1881 universitatea este redenumită în Universitatea Franz Josef, după numele împăratului Franz Josef al Austriei, fiind totodată construită clădirea sa centrală (actualul sediu central al UBB).

La începutul secolului XX au fost construite sau reconstruite majoritatea clădirilor din centru. În această perioadă a fost ridicată și clădirea Liceului Unitarian, Opera Română, Palatul de Justiție, primăria, Palatul de Finanțe etc. În 1910 în Cluj funcționau 10 bănci și peste 2000 de ateliere și întreprinderi. Primele semne ale cinematografiei transilvănene apar la începutul secolului XX la Cluj. Astfel, în 1913, regizorul Jenő Janovics începe colaborarea cu casa de filme pariziană Pathé și toarnă în oraș mai multe filme printre care Murgul sarg și Din grozăviile lumii.

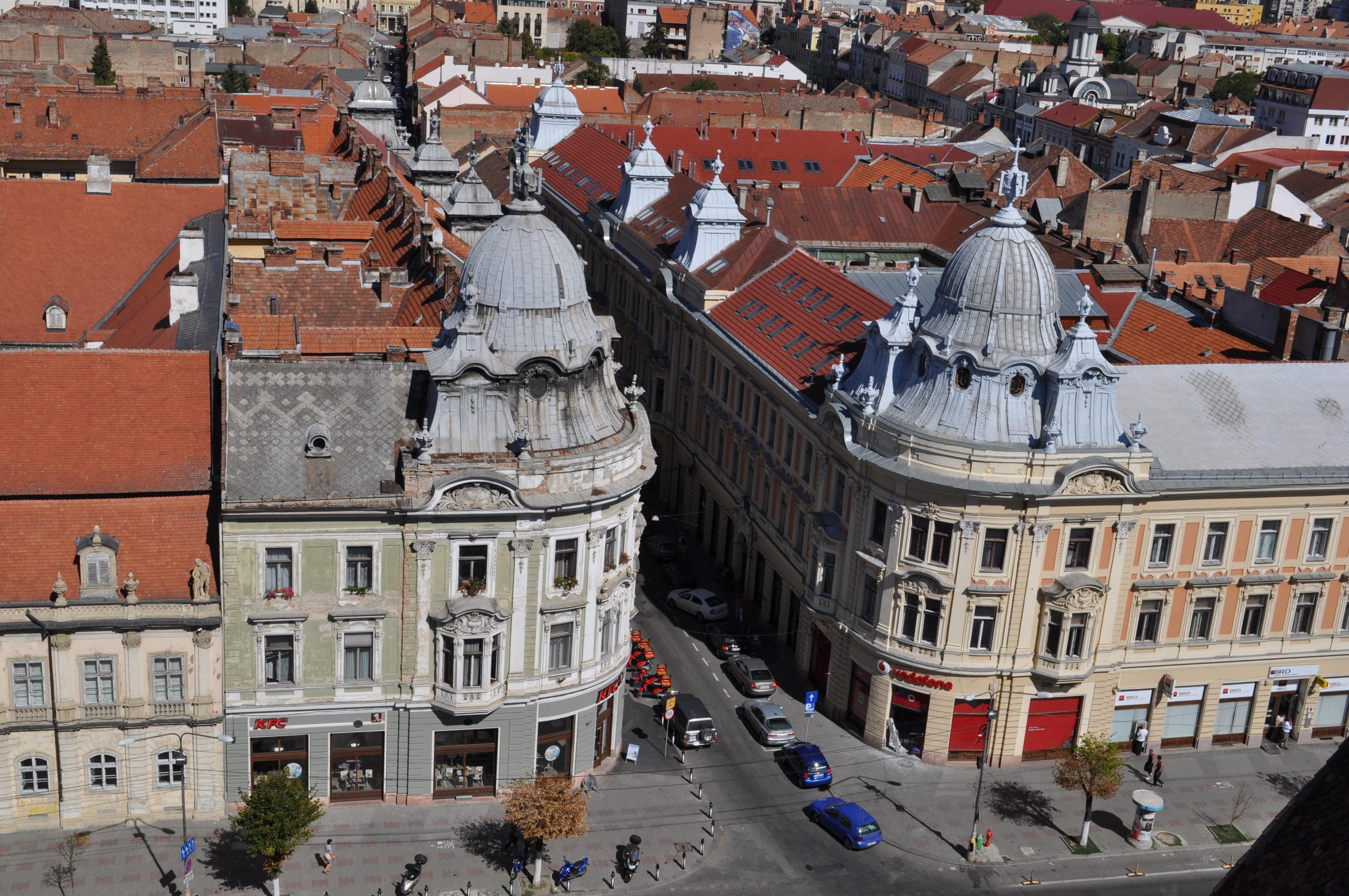
Palatele Status-ului construite cu o arhitectură simetrică de o parte și de alta, caracteristică marilor orașe europene, după moda urbanistică haussmanniană

### Primul război mondial
După încheierea primului război mondial, Transilvania a intrat în componența Regatului României. Municipiul Cluj a fost în continuare reședința județului Cluj (interbelic).

### Perioada interbelică

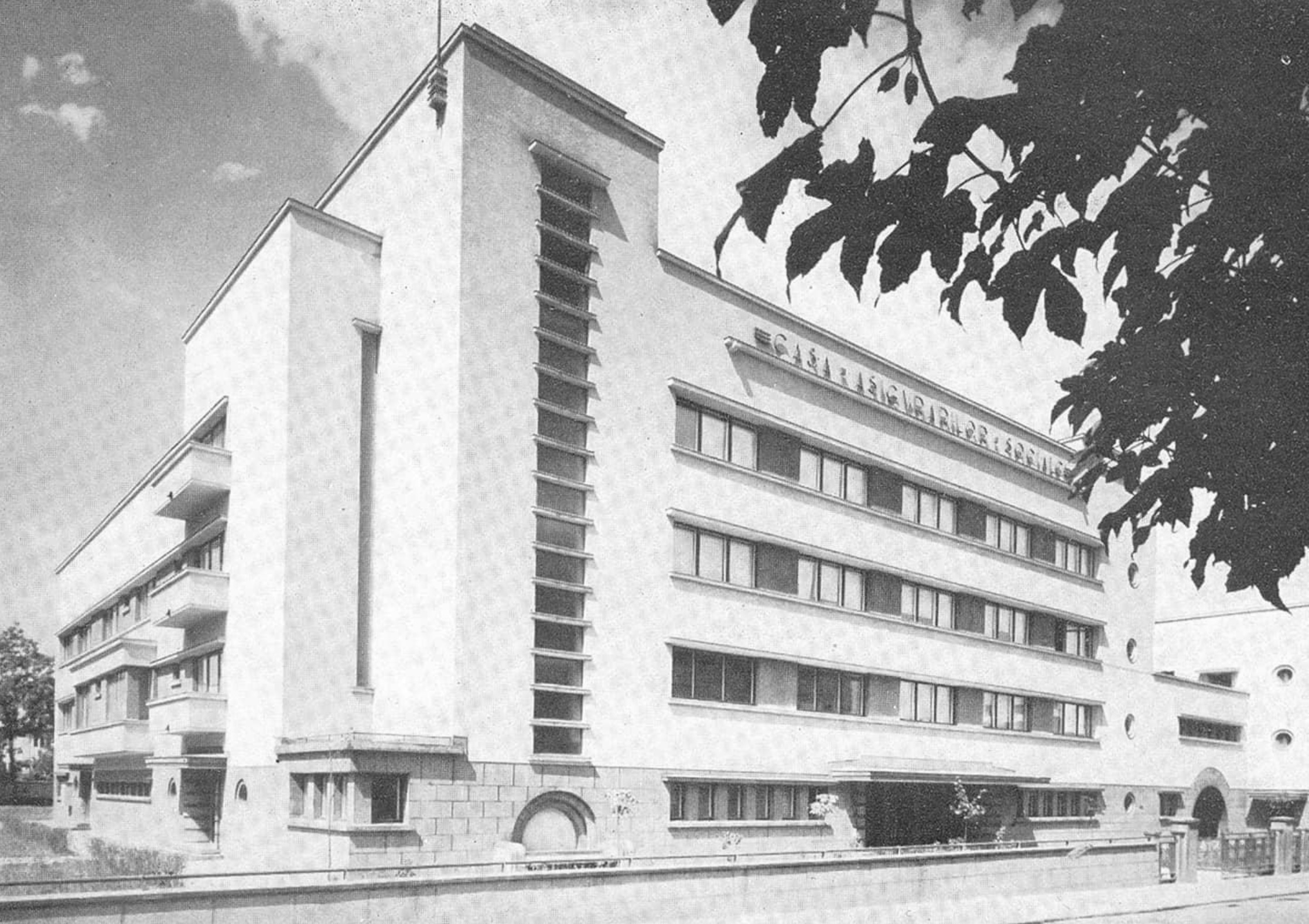
Clădirea Companiei Centrale de Asigurări Sociale, anii 1930, de Ion Ionescu, un exemplu de modernism Bauhaus sau Art Deco târziu în Cluj

În aceasta perioada, la Cluj au funcționat consulate ale Franței, Germaniei, Italiei, Angliei, Suediei, Cehoslovaciei și Ungariei. În oraș funcționau peste 40 de tipografii, numeroase biblioteci și mai mult de 30 de librării și anticariate. La Cluj erau publicate mai mult de 140 de reviste și de ziare, ca Patria, Gazeta Ardealului, Voința, Înfrățirea, Tribuna, Biruința, România Nouă, Națiunea, Gândirea, Țara Noastră, Gând Românesc, Gazeta Ilustrată ș.a. Printre cei care lucaru la aceste publicații se numărau Ion Agârbiceanu, Cezar Petrescu, Octavian Goga, Isaia Tolan, Gib Mihăiescu, Al. Hodoș, Jack Paleologu, Ionel Cheregi.
În 1938 este înființat Ținutul Someș. Orașul Cluj va fi numit reședință de ținut. Ținutul includea 7 județe (Bihor, Cluj, Maramureș, Satu Mare, Sălaj, Someș și Turda) cu 56 de plăși, 16 orașe și 1575 de sate. Suprafața ținutului era de 33.385 kmp, iar populația de 2.143.453 locuitori, din care la 1 iulie 1937 372.609 trăiau în orașe .
În oraș existau la nivelul anului 1938 2.808 firme și erau înregistrați 2.736 meseriași. Pe teritoriul județului funcționau 30 de bănci, din care 22 în Cluj. Printre acestea se aflau Banca Albina, Banca Ardeleană, Banca Economul, Banca Agrară, Banca Centrală pentru Industrie și Comerț, Banca Comercială Ardeleană, Banca de Agricultură și Casa De Consemnațiuni, Banca de Scont și Schimb din Ardeal, Banca Românească, Casa de Păstrare și Banca De Credit S.A., Institutul De Credit Românesc, Uniunea Bancară din Ardeal S.A., Banca Vatra   Tot în Cluj funcționau și 59 de întreprinderi și 89 de cooperative.
Aeroportul asigura mai multe legături aeriene, printre care Cernăuți – Cluj – Arad, Cluj – Satu-Mare, Cluj - Târgu Mureș, București - Cluj – Uzhorod – Pyestian - Praga sau București – Cluj – Uzhorod - Praga.

### Al doilea război mondial
În 1940 Clujul a revenit sub suveranitate maghiară prin Dictatul de la Viena. Forțele armate ungare și germane care controlau orașul au fost respinse de trupele române și sovietice în octombrie 1944. Prin Tratatul de la Paris din 1947, Clujul a intrat din nou în componența României. După cel de-al doilea război mondial guvernul României a înființat la Cluj, împreună cu Comisia Forțelor Aliate, un tribunal al poporului, pentru a ancheta persoane suspectate ca fiind criminali de război, conform cu art. 14 din Pactul de Armistițiu cu România. 
Clujul avea o populație de 16.763 locuitori evrei în 1941. După ocuparea Transilvaniei de către guvernul horthyst, în 1944, evreii au fost duși în mai multe ghetouri (inclusiv Ghetoul Iris) unde au stat în condiții inumane, lipsiți de orice facilități. Lichidarea ghetoului a fost efectuată prin 6 deportări la Auschwitz în perioada mai-iunie 1944. În ciuda sancțiunilor dure instituite de administrația Horthy mulți evrei au reușit să scape, trecând granița spre România, cu ajutorul țăranilor din satele învecinate . De aici au reușit să părăsească Europa prin portul Constanța. Alți evrei originari din țări europene au fost ajutați să se salveze și să părăsească Europa de către un grup antinazist româno-evreiesc, sprijinit de politicieni din Cluj și București. Liderul acestei rețele a fost în perioada 1943 - 1944, scriitorul Raoul Șorban căruia i s-a decernat ulterior titlul Drept între popoare pentru eforturile sale.
După cel de-al doilea război mondial, guvernul României împreună cu Comisia Forțelor Aliate a înființat la Cluj Tribunalul Poporului din Transilvania de Nord, pentru a ancheta persoane suspectate ca fiind criminali de război, conform cu art. 14 din Pactul de Armistițiu cu România. 
Tribunalul din Cluj - și succesoarele sale - au condamnat 481 de persoane: 370 unguri, 83 germani, 26 români și 2 evrei. Tribunalul din Cluj a decis 100 de condamnări la moarte, 163 de condamnări cu închisoare pe viață și alte sentințe. 
Un mare număr dintre cei condamnați au fost judecați in absentia și nu și-au ispășit niciodată pedeapsa (printre cei condamnați in absentia a fost și scriitorul maghiar Albert Wass). Dintre cei condamnați la moarte, unora li s-a comutat pedeapsa în închisoare pe viață. Cei condamnați de crime de război și care au dovedit un comportament bun în închisoare, au fost în mare parte eliberați prin decretul din 1950. Restul au fost eliberați între 1962 și apoi în 1964, prin amnistiere.

### Perioada comunistă

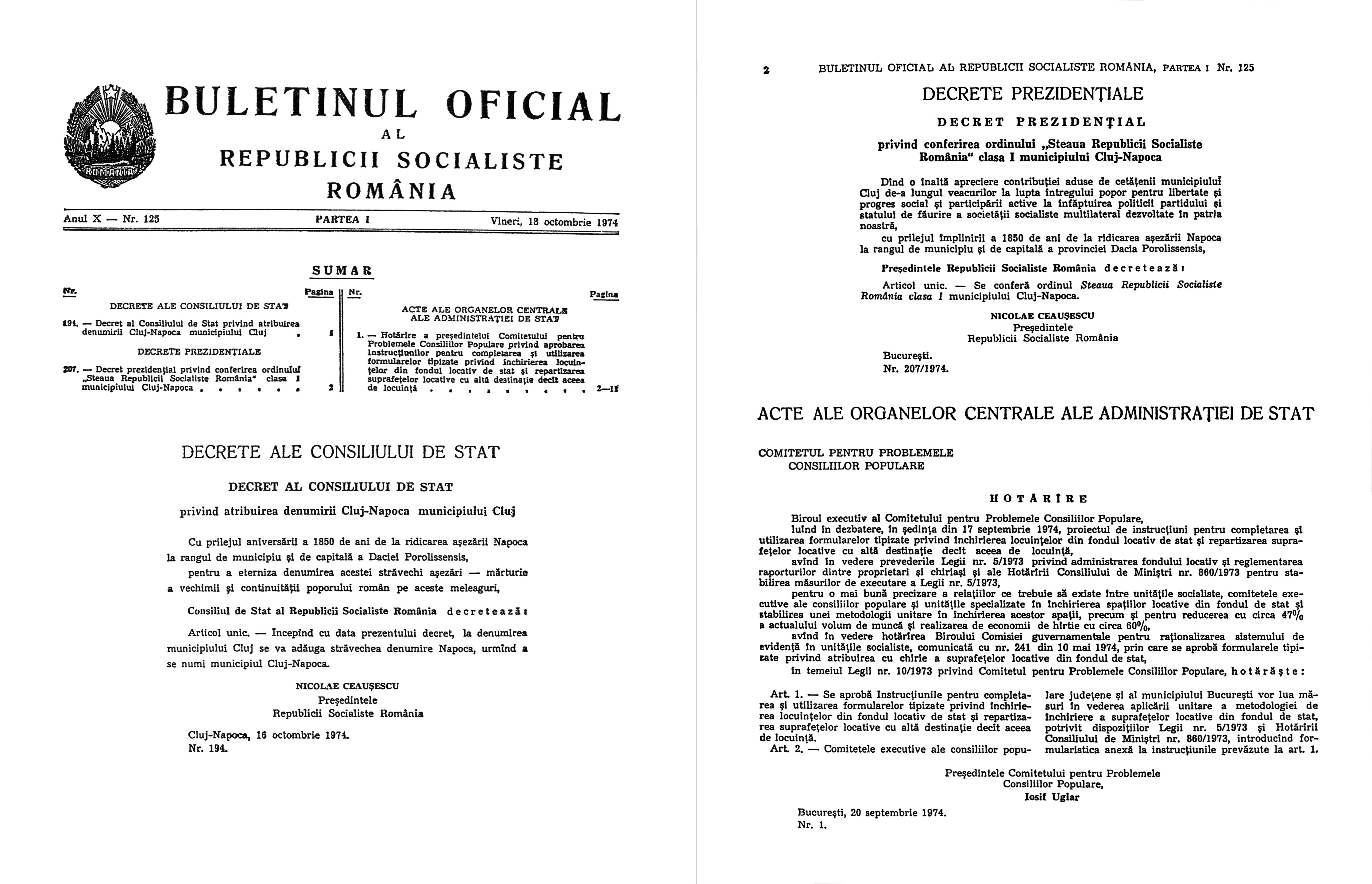
Decretul privind atribuirea denumirii Cluj-Napoca municipiului Cluj

În 16 octombrie 1974, prin decretul nr. 194 al Consiliului de Stat al RSR, Nicolae Ceaușescu a atribuit municipiului Cluj denumirea de Cluj-Napoca. Totodată, de asemenea în scopuri propagandistice, a conferit orașului ordinul "Steaua Republicii Socialiste România" clasa I, "dînd o înaltă apreciere contribuției aduse de cetățenii municipiului Cluj de-a lungul veacurilor la lupta întregului popor pentru libertate și progres social și la înfăptuirea politicii partidului și statului de făurire a societății socialiste multilateral dezvoltate în patria noastră."

### Perioada postcomunistă
După 1945 Clujul a intrat în perioada guvernării comuniste, până în decembrie 1989. În 1974, autoritățile comuniste schimbă numele orașului în Cluj-Napoca. După revoluție, timp de 12 ani primar a fost politicianul de dreapta Gheorghe Funar, cunoscut printr-o serie de proiecte publice menite să ascundă vederii moștenirea culturală maghiară. În iunie 2004, Gheorghe Funar a pierdut alegerile locale în favoarea lui Emil Boc (Partidul Democrat), care a început detensionarea relațiilor interetnice dintre comunitățile clujene.
În 1994 și 2000 Clujul a găzduit Olimpiada de Informatică a Europei Centrale (CEOI). Astfel România a devenit nu doar prima țară care a găzduit această competiție, ci și prima care a găzduit-o pentru a doua oară.